# Daphnopsis hispaniolica
Daphnopsis hispaniolica är en tibastväxtart som beskrevs av Nevl.. Daphnopsis hispaniolica ingår i släktet Daphnopsis och familjen tibastväxter. Inga underarter finns listade i Catalogue of Life.